# باشگاه فوتبال پیمونته
باشگاه فوتبال پیمونته یک تیم فوتبال ایتالیایی مستقر در تورین بود که به مدت پنج فصل در پریما کاتگوریا، معادل سری آ امروزی، رقابت کرد. تیم در سال ۱۲–۱۹۱۱ شامل آنجلو ماتئا که بعداً یک بازیکن بین‌المللی ایتالیایی شد می‌شد. چهار بازیکن پیمونته درحالی که در این باشگاه درحال انجام به کار بودند به تیم ملی فوتبال ایتالیا دعوت شدند. با این حال، باشگاه موفقیت خاصی نداشت و در سال ۱۹۱۵ زمانی که مسابقات قهرمانی پس از شروع جنگ جهانی اول به حالت تعلیق درآمد، سقوط کرد.
نام و لباس باشگاه در سری بازی‌های ویدئویی فیفا به عنوان نماینده یوونتوس تا فیفا ۲۳ که مجوز یوونتوس تمدید شد استفاده می‌شد.

## رتبه در جدول
- ۱۱–۱۹۱۰: مقام هفتم
- ۱۲–۱۹۱۱: مقام دهم
- ۱۳–۱۹۱۲: مقام چهارم
- ۱۴–۱۹۱۳: مقام هشتم
- ۱۵–۱۹۱۴: مقام پنجم